# Liste der Einträge im National Register of Historic Places im Yamhill County
Diese Liste der Einträge im National Register of Historic Places im Yamhill County enthält alle im Yamhill County, Oregon in das National Register of Historic Places eingetragenen Gebäude, Bauwerke, Objekte, Stätten oder historischen Distrikte.
Diese Liste entspricht dem Bearbeitungsstand des National Park Service/National Register of Historic Places vom 11. Oktober 2024.

## Legende
| NRHP | Historic Place             |
| HD   | National Historic District |

## Aktuelle Einträge
| [ 2 ] | Name                                                     | Bild                                                     | Eintragsdatum                  | Lage | Ort               | Beschreibung |
| ----- | -------------------------------------------------------- | -------------------------------------------------------- | ------------------------------ | --- | ----------------- | ------------ |
| 1     | 99W Drive-in Theatre                                     | weitere Bilder                                           | 11. Juli 2014 ID-Nr. 14000401  | 3110 Portland Road 45° 18′ 17,5″ N, 122° 56′ 53,1″ W                                                                           | Newberg           |              |
| 2     | Avery House                                              | Avery House                                              | 16. März 1987 ID-Nr. 87000329  | 403 Church St. 45° 13′ 17,4″ N, 123° 4′ 44,7″ W                                                                                | Dayton            |              |
| 3     | Baxter House                                             | Baxter House                                             | 16. März 1987 ID-Nr. 87000331  | 407 Church St. 45° 13′ 16,6″ N, 123° 4′ 46,1″ W                                                                                | Dayton            |              |
| 4     | Berry–Sigler Investment Property                         | Berry–Sigler Investment Property                         | 3. Aug. 1987 ID-Nr. 87000368   | 700 Church Street 45° 13′ 6,7″ N, 123° 5′ 0,3″ W                                                                               | Dayton            |              |
| 5     | Henry Bertram, Sr. House                                 | Henry Bertram, Sr. House                                 | 29. Feb. 1988 ID-Nr. 88000080  | 6160 SE Webfoot Rd. 45° 12′ 51,1″ N, 123° 5′ 10,1″ W                                                                           | Dayton            |              |
| 6     | Briedwell School                                         | Briedwell School                                         | 28. Juli 1988 ID-Nr. 88001156  | 11935 SW Bellevue Highway 45° 6′ 47,6″ N, 123° 14′ 16,3″ W                                                                     | Amity             |              |
| 7     | Brookside Cemetery                                       | weitere Bilder                                           | 16. März 1987 ID-Nr. 87000332  | südliches Ende der 3rd Street 45° 13′ 6,4″ N, 123° 4′ 23,7″ W                                                                  | Dayton            |              |
| 8     | Buchanan Cellers Mill                                    | Buchanan Cellers Mill                                    | 27. Jan. 2012 ID-Nr. 11001065  | 855 NE 5th St. 45° 12′ 41,8″ N, 123° 11′ 22,9″ W                                                                               | McMinnville       |              |
| 9     | John Marion Bunn House                                   | John Marion Bunn House                                   | 16. Okt. 1979 ID-Nr. 79002152  | 285 W 3rd St. 45° 20′ 20,8″ N, 123° 11′ 25,5″ W                                                                                | Yamhill           |              |
| 10    | Cain House                                               | Cain House                                               | 16. März 1987 ID-Nr. 87000333  | 208 Alder Street 45° 13′ 12,7″ N, 123° 4′ 25,9″ W                                                                              | Dayton            |              |
| 11    | Cameo Theatre                                            | weitere Bilder                                           | 22. Okt. 2018 ID-Nr. 100003055 | 304 E. 1st Street 45° 18′ 0,3″ N, 122° 58′ 36,2″ W                                                                             | Newberg           |              |
| 12    | Carlton State and Savings Bank                           | Carlton State and Savings Bank                           | 11. Feb. 1988 ID-Nr. 88000082  | 109 W. Main Street 45° 17′ 39,7″ N, 123° 10′ 37,9″ W                                                                           | Carlton           |              |
| 13    | Carter–Goodrich House                                    | Carter–Goodrich House                                    | 16. März 1987 ID-Nr. 87000334  | 521 Church St. 45° 13′ 15,8″ N, 123° 4′ 47,7″ W                                                                                | Dayton            |              |
| 14    | Asa F. Cate Farm Ensemble                                | Asa F. Cate Farm Ensemble                                | 23. Feb. 1990 ID-Nr. 90000285  | 16900 NW Baker Creek Rd. 45° 13′ 51,8″ N, 123° 17′ 19″ W                                                                       | McMinnville       |              |
| 15    | Joseph and Virginia Chambers Farmstead                   | Joseph and Virginia Chambers Farmstead                   | 5. März 1992 ID-Nr. 92000136   | 30295 Oregon Route 99W 45° 18′ 47,7″ N, 122° 55′ 39,4″ W                                                                       | Newberg           |              |
| 16    | Commercial Club – S. C. Stuckey Building                 | Commercial Club – S. C. Stuckey Building                 | 16. März 1987 ID-Nr. 87000335  | 304 Ferry St. 45° 13′ 13,6″ N, 123° 4′ 32,8″ W                                                                                 | Dayton            |              |
| 17    | Amos Cook House                                          | Amos Cook House                                          | 31. Dez. 1974 ID-Nr. 74001726  | nordwestlich von Dayton an der Oregon Route 233 45° 14′ 12,9″ N, 123° 6′ 55,5″ W                                               | Dayton            |              |
| 18    | Courthouse Square                                        | weitere Bilder                                           | 16. März 1987 ID-Nr. 87000336  | zwischen der 3rd, 4th, Ferry und Main Street 45° 13′ 15″ N, 123° 4′ 35,5″ W                                                    | Dayton            |              |
| 19    | Dayton Common School                                     | Dayton Common School                                     | 16. März 1987 ID-Nr. 87000338  | 504 4th Street 45° 13′ 10,7″ N, 123° 4′ 34,8″ W                                                                                | Dayton            |              |
| 20    | Dayton High School                                       | weitere Bilder                                           | 16. März 1987 ID-Nr. 87000339  | 801 Ferry St. 45° 12′ 58,9″ N, 123° 5′ 4,3″ W                                                                                  | Dayton            |              |
| 21    | Dayton Methodist Episcopal Church                        | Dayton Methodist Episcopal Church                        | 16. März 1987 ID-Nr. 87000340  | 302 4th St. 45° 13′ 17″ N, 123° 4′ 42,3″ W                                                                                     | Dayton            |              |
| 22    | Diehl–Seitters House                                     | Diehl–Seitters House                                     | 16. März 1987 ID-Nr. 87000344  | 527 Church St. 45° 13′ 14,4″ N, 123° 4′ 49,9″ W                                                                                | Dayton            |              |
| 23    | Dundee Woman's Club Hall                                 | Dundee Woman's Club Hall                                 | 5. Juni 1986 ID-Nr. 86001241   | 1026 OR 99W 45° 16′ 31,3″ N, 123° 0′ 48,8″ W                                                                                   | Dundee            |              |
| 24    | Jesse Edwards House                                      | Jesse Edwards House                                      | 25. Aug. 1980 ID-Nr. 80003393  | 402 S. College St. 45° 17′ 51,2″ N, 122° 58′ 21″ W                                                                             | Newberg           |              |
| 25    | Evangelical Church of Lafayette                          | Evangelical Church of Lafayette                          | 31. Okt. 2002 ID-Nr. 02001278  | 605 Market Street 45° 14′ 45,4″ N, 123° 6′ 44,6″ W                                                                             | Lafayette         |              |
| 26    | Evangelical United Brethren Church                       | Evangelical United Brethren Church                       | 3. Aug. 1987 ID-Nr. 87000346   | 302 5th Street 45° 13′ 14,5″ N, 123° 4′ 46,3″ W                                                                                | Dayton            |              |
| 27    | Frank W. Fenton House                                    | Frank W. Fenton House                                    | 1. Sep. 1983 ID-Nr. 83002180   | 434 NE Evans St. 45° 12′ 40,4″ N, 123° 11′ 38,9″ W                                                                             | McMinnville       |              |
| 28    | Fernwood Pioneer Cemetery                                | weitere Bilder                                           | 5. Aug. 1994 ID-Nr. 94000809   | Everest Rd., 0.5 miles (0.80 km) south of the junction with OR 219 45° 17′ 40,9″ N, 122° 57′ 37,2″ W                           | Newberg           |              |
| 29    | First Baptist Church                                     | First Baptist Church                                     | 16. Okt. 1979 ID-Nr. 79002151  | 3rd und Main Street 45° 13′ 17,9″ N, 123° 4′ 36,4″ W                                                                           | Dayton            |              |
| 30    | Carl Fischer Meats                                       | weitere Bilder                                           | 16. März 1987 ID-Nr. 87000348  | 400 Ferry Street 45° 13′ 11,9″ N, 123° 4′ 36,1″ W                                                                              | Dayton            |              |
| 31    | Alfred P. Fletcher Farmhouse                             | Alfred P. Fletcher Farmhouse                             | 25. Aug. 1980 ID-Nr. 80003392  | 1007 3rd Street 45° 14′ 31,7″ N, 123° 6′ 27,3″ W                                                                               | Lafayette         |              |
| 32    | Francis Fletcher House                                   | Francis Fletcher House                                   | 29. Okt. 1975 ID-Nr. 75001601  | westlich von Dayton, in der Nähe der Oregon Route 18 45° 13′ 25,6″ N, 123° 6′ 29,2″ W                                          | Dayton, Vorort    |              |
| 33    | Fletcher–Stretch House                                   | Fletcher–Stretch House                                   | 16. März 1987 ID-Nr. 87000349  | 401 Oak Street 45° 13′ 20,9″ N, 123° 4′ 46,4″ W                                                                                | Dayton            |              |
| 34    | Foster Oil Company                                       | Foster Oil Company                                       | 16. März 1987 ID-Nr. 87000356  | 216 Ferry Street 45° 13′ 14,8″ N, 123° 4′ 30,6″ W                                                                              | Dayton            |              |
| 35    | Free Methodist Church                                    | weitere Bilder                                           | 16. März 1987 ID-Nr. 87000357  | 411 Oak Street 45° 13′ 19,3″ N, 123° 4′ 49,1″ W                                                                                | Dayton            |              |
| 36    | Gabriel–Filer House                                      | Gabriel–Filer House                                      | 16. März 1987 ID-Nr. 87000358  | 525 Church Street 45° 13′ 14,8″ N, 123° 4′ 49,2″ W                                                                             | Dayton            |              |
| 37    | Gabriel–Will House                                       | weitere Bilder                                           | 16. März 1987 ID-Nr. 87000359  | 401 3rd Street 45° 13′ 17,4″ N, 123° 4′ 33,2″ W                                                                                | Dayton            |              |
| 38    | Levi Hagey House                                         | Levi Hagey House                                         | 19. Dez. 1974 ID-Nr. 74001727  | Oregon Route 99W 45° 17′ 1,7″ N, 123° 0′ 14,3″ W                                                                               | Dundee            |              |
| 39    | Harrington House                                         | Harrington House                                         | 16. März 1987 ID-Nr. 87000360  | 212 Mill Street 45° 13′ 9,8″ N, 123° 4′ 24,9″ W                                                                                | Dayton            |              |
| 40    | Harris Building                                          | Harris Building                                          | 16. März 1987 ID-Nr. 87000363  | 302 Ferry Street 45° 13′ 13,9″ N, 123° 4′ 32,4″ W                                                                              | Dayton            |              |
| 41    | William Hibbert House                                    | William Hibbert House                                    | 30. Nov. 1978 ID-Nr. 78002329  | 426 5th Street 45° 13′ 11,1″ N, 123° 4′ 42,4″ W                                                                                | Dayton            |              |
| 42    | Hole House                                               | Hole House                                               | 16. März 1987 ID-Nr. 87000367  | 623 Ferry Street 45° 13′ 3,7″ N, 123° 4′ 53,8″ W                                                                               | Dayton            |              |
| 43    | J. C. Penney Building                                    | J. C. Penney Building                                    | 13. Juni 2007 ID-Nr. 07000555  | 516 E. 1st Street 45° 18′ 0,4″ N, 122° 58′ 27″ W                                                                               | Newberg           |              |
| 44    | Jessen–Goodrich House                                    | Jessen–Goodrich House                                    | 16. März 1987 ID-Nr. 87000370  | 324 6th Street 45° 13′ 9,8″ N, 123° 4′ 52,9″ W                                                                                 | Dayton            |              |
| 45    | James M. and Paul R. Kelty House                         | James M. and Paul R. Kelty House                         | 23. Sep. 1982 ID-Nr. 82003756  | 675 3rd Street 45° 14′ 34,7″ N, 123° 6′ 41,1″ W                                                                                | Lafayette         |              |
| 46    | Dr. Andrew Kershaw House                                 | Dr. Andrew Kershaw House                                 | 2. März 1989 ID-Nr. 89000122   | 472 E. Main Street 45° 4′ 49,5″ N, 123° 28′ 53,5″ W                                                                            | Willamina         |              |
| 47    | Krietz House                                             | Krietz House                                             | 16. März 1987 ID-Nr. 87000372  | 627 Church Street 45° 13′ 10,2″ N, 123° 4′ 57,7″ W                                                                             | Dayton            |              |
| 48    | Lamson Ranch                                             | Lamson Ranch                                             | 9. Juli 2013 ID-Nr. 13000483   | 37845 SW Dent Road 45° 4′ 49″ N, 123° 30′ 18″ W                                                                                | Willamina, Vorort |              |
| 49    | Lee Laughlin House                                       | Lee Laughlin House                                       | 26. März 1979 ID-Nr. 79002153  | 100 S. Laurel Street 45° 20′ 28,6″ N, 123° 11′ 12″ W                                                                           | Yamhill           |              |
| 50    | Lewis–Shippy House                                       | Lewis–Shippy House                                       | 16. März 1987 ID-Nr. 87000373  | 421 6th Street 45° 13′ 8,4″ N, 123° 4′ 49″ W                                                                                   | Dayton            |              |
| 51    | Gottlieb Londershausen House                             | Gottlieb Londershausen House                             | 16. März 1987 ID-Nr. 87000383  | 402 Main Street 45° 13′ 13,8″ N, 123° 4′ 40,4″ W                                                                               | Dayton            |              |
| 52    | Paul Londershausen House                                 | Paul Londershausen House                                 | 16. März 1987 ID-Nr. 87000384  | 309 Main Street 45° 13′ 16,2″ N, 123° 4′ 39,1″ W                                                                               | Dayton            |              |
| 53    | Mabee–Mayberry House                                     | Mabee–Mayberry House                                     | 3. Aug. 1987 ID-Nr. 87000385   | 309 7th Street 45° 13′ 6,5″ N, 123° 4′ 57,6″ W                                                                                 | Dayton            |              |
| 54    | Joseph Mattey House                                      | Joseph Mattey House                                      | 15. Feb. 1977 ID-Nr. 77001118  | westlich von Lafayette, an der Straßenkreuzung der Mattey Lane und Rutherford Road 45° 14′ 43,9″ N, 123° 7′ 58,1″ W            | Lafayette         |              |
| 55    | McMinnville Downtown Historic District                   | weitere Bilder                                           | 14. Sep. 1987 ID-Nr. 87001366  | zwischen der 5th St., der Eisenbahnstrecke von Southern Pacific, der 2nd und N. Adams Street 45° 12′ 36,1″ N, 123° 11′ 41,2″ W | McMinnville       |              |
| 56    | McNamar Building                                         | McNamar Building                                         | 16. März 1987 ID-Nr. 87000386  | 310–312 Ferry Street 45° 13′ 13,1″ N, 123° 4′ 33,9″ W                                                                          | Dayton            |              |
| 57    | McNish House                                             | McNish House                                             | 16. März 1987 ID-Nr. 87000388  | 1005 Ferry Street 45° 12′ 52,1″ N, 123° 5′ 21,2″ W                                                                             | Dayton            |              |
| 58    | Mellinger House                                          | Mellinger House                                          | 16. März 1987 ID-Nr. 87000389  | 414 5th Street 45° 13′ 11,7″ N, 123° 4′ 43,1″ W                                                                                | Dayton            |              |
| 59    | Mellinger–Ponnay House                                   | Mellinger–Ponnay House                                   | 3. Aug. 1987 ID-Nr. 87000390   | 102 Tribbett Court 45° 13′ 1,7″ N, 123° 4′ 11″ W                                                                               | Dayton            |              |
| 60    | Methodist Episcopal Parsonage                            | Methodist Episcopal Parsonage                            | 3. Aug. 1987 ID-Nr. 87000393   | 202 4th Street 45° 13′ 19,2″ N, 123° 4′ 44,5″ W                                                                                | Dayton            |              |
| 61    | Minthorn Hall                                            | Minthorn Hall                                            | 13. Juni 1997 ID-Nr. 97000581  | North Street, am Campus der George Fox University 45° 18′ 14,4″ N, 122° 58′ 4,7″ W                                             | Newberg           |              |
| 62    | Dr. Henry J. Minthorn House (Herbert Hoover House)       | weitere Bilder                                           | 19. Dez. 2003 ID-Nr. 75001602  | 115 S. River Street 45° 17′ 58,8″ N, 122° 58′ 7,9″ W                                                                           | Newberg           |              |
| 63    | Monahan House                                            | Monahan House                                            | 16. März 1987 ID-Nr. 87000395  | 120 5th Street 45° 13′ 18,6″ N, 123° 4′ 50,8″ W                                                                                | Dayton            |              |
| 64    | Morse House                                              | Morse House                                              | 16. März 1987 ID-Nr. 87000398  | 409 Oak Street 45° 13′ 19,6″ N, 123° 4′ 48,3″ W                                                                                | Dayton            |              |
| 65    | Morse House                                              | Morse House                                              | 16. März 1987 ID-Nr. 87000396  | 101 5th Street 45° 13′ 21″ N, 123° 4′ 50,7″ W                                                                                  | Dayton            |              |
| 66    | Nichols House                                            | Nichols House                                            | 16. März 1987 ID-Nr. 87000400  | 303 Main Street 45° 13′ 17,6″ N, 123° 4′ 37,1″ W                                                                               | Dayton            |              |
| 67    | Oregon Mutual Merchant Fire Insurance Association Office | Oregon Mutual Merchant Fire Insurance Association Office | 16. März 1987 ID-Nr. 87000402  | 308 Ferry Street 45° 13′ 13,3″ N, 123° 4′ 33,6″ W                                                                              | Dayton            |              |
| 68    | Palmer House                                             | weitere Bilder                                           | 16. März 1987 ID-Nr. 87000403  | 600 Ferry Street 45° 13′ 4,8″ N, 123° 4′ 47,1″ W                                                                               | Dayton            |              |
| 69    | William Albert and Anna May Bristow Parrish Farmstead    | William Albert and Anna May Bristow Parrish Farmstead    | 17. Juli 2000 ID-Nr. 00000803  | 30280 NE Wilsonville Road 45° 17′ 17,6″ N, 122° 55′ 36,3″ W                                                                    | Newberg           |              |
| 70    | Paulson–Gregory House                                    | Paulson–Gregory House                                    | 18. März 1999 ID-Nr. 99000355  | 509 S. College Street 45° 17′ 47″ N, 122° 58′ 23,2″ W                                                                          | Newberg           |              |
| 71    | Pioneer Hall, Linfield College                           | weitere Bilder                                           | 23. Feb. 1978 ID-Nr. 78002330  | am Campus des Linfield College 45° 12′ 5,2″ N, 123° 11′ 56,6″ W                                                                | McMinnville       |              |
| 72    | Curtis W. Powell House                                   | Curtis W. Powell House                                   | 16. März 1987 ID-Nr. 87000404  | 524 Ash Street 45° 13′ 19″ N, 123° 4′ 53,7″ W                                                                                  | Dayton            |              |
| 73    | Rippey House                                             | Rippey House                                             | 16. März 1987 ID-Nr. 87000405  | 523 Ash Street 45° 13′ 20,3″ N, 123° 4′ 54,7″ W                                                                                | Dayton            |              |
| 74    | Sigler House                                             | Sigler House                                             | 16. März 1987 ID-Nr. 87000406  | 521 Ferry Street 45° 13′ 9,2″ N, 123° 4′ 44″ W                                                                                 | Dayton            |              |
| 75    | Andrew Smith House                                       | Andrew Smith House                                       | 23. Juni 1976 ID-Nr. 76001591  | 308 5th Street 45° 13′ 13,2″ N, 123° 4′ 44,9″ W                                                                                | Dayton            |              |
| 76    | John T. Smith House                                      | John T. Smith House                                      | 15. Nov. 1984 ID-Nr. 84000493  | 414 N. College Street 45° 18′ 12,1″ N, 122° 58′ 20,8″ W                                                                        | Newberg           |              |
| 77    | Charles K. Spaulding House                               | Charles K. Spaulding House                               | 26. Aug. 1994 ID-Nr. 94001022  | 717 E. Sheridan Street 45° 18′ 8″ N, 122° 58′ 19,2″ W                                                                          | Newberg           |              |
| 78    | Jack Spence House                                        | weitere Bilder                                           | 27. Feb. 1986 ID-Nr. 86000295  | 536 NE 5th Street 45° 12′ 40,4″ N, 123° 11′ 37,2″ W                                                                            | McMinnville       |              |
| 79    | Dr. Stuart House                                         | Dr. Stuart House                                         | 16. März 1987 ID-Nr. 87000408  | 103 Ferry Street 45° 13′ 18,6″ N, 123° 4′ 23,9″ W                                                                              | Dayton            |              |
| 80    | Lewis C. and Emma Thompson House                         | Lewis C. and Emma Thompson House                         | 11. Mai 2018 ID-Nr. 100000770  | 12789 Meadowlake Road 45° 17′ 14″ N, 123° 14′ 47,4″ W                                                                          | Carlton, Siedlung |              |
| 81    | Travelers Home                                           | Travelers Home                                           | 8. Juli 1982 ID-Nr. 82003757   | 147 NE Yamhill St. 45° 6′ 1,9″ N, 123° 23′ 39,3″ W                                                                             | Sheridan          |              |
| 82    | Union Block                                              | Union Block                                              | 5. Mai 2000 ID-Nr. 00000450    | 610–620 E. 1st Street 45° 18′ 0,3″ N, 122° 58′ 23,3″ W                                                                         | Newberg           |              |
| 83    | John B. Wennerberg Barn                                  | John B. Wennerberg Barn                                  | 25. Juni 2018 ID-Nr. 100002598 | 501 S. Park Street 45° 17′ 27,6″ N, 123° 10′ 41,5″ W                                                                           | Carlton           |              |
| 84    | Yamhill River Lock and Dam                               | weitere Bilder                                           | 21. Juni 1991 ID-Nr. 91000799  | entlang am Yamhill River, im südlichen Abschnitt der Locks Road 45° 13′ 49,7″ N, 123° 6′ 15,7″ W                               | Dayton            |              |
| 85    | Ewing Young Site                                         | weitere Bilder                                           | 26. Nov. 1989 ID-Nr. 89001977  | Adresse nicht veröffentlicht                                                                                                   | Newberg           |              |